# Microthrissa royauxi
Microthrissa royauxi är en fiskart som beskrevs av George Albert Boulenger 1902. Microthrissa royauxi ingår i släktet Microthrissa och familjen sillfiskar. IUCN kategoriserar arten globalt som livskraftig. Inga underarter finns listade i Catalogue of Life.